# Gliederung des Heeres (Bundeswehr)

Dislozierung des Heeres im November 2022

Gliederung des Heeres im April 2023

Die Gliederung des Heeres der Bundeswehr beschreibt die aktuelle Gliederung des Heeres in Truppenteile.

## Einleitung und Aufbau der Liste
Die Liste beschreibt den aktuellen Aufbau des Heeres und damit eine Gliederung, die an Stelle der bisherigen Struktur NEUES HEER tritt. Unter dem Stichwort „Transformation“ unterliegt die Gliederung des Heeres ohnehin einer steten Änderung in kleinen Teilschritten. Mit dieser aktuellen Gliederung wurde die Struktur HEER 2011 erreicht. Erster grundlegender Schritt war die Aufstellung des Kommandos Heer bei zeitgleichem Wegfall des Heeresführungskommandos und des Führungsstabs des Heeres zum 1. Oktober 2012. Zu diesem Zeitpunkt (Oktober 2012) umfasst das Heer rund 68.000 aktive Soldaten. Die Struktur HEER 2011 wurde auf Verbandsebene Ende 2015 weitestgehend erreicht. Gleichzeitig ergaben sich erste Veränderungen gegenüber der ursprünglich beabsichtigten Gliederung HEER 2011. So wurde zum Beispiel das nichtaktiv ausgeplante Panzerbataillon 414 zu einem deutsch-niederländischen aktiven Panzerbataillon und der niederländischen 43 Gemechaniseerde Brigade unterstellt.
Die Liste beschränkt sich ferner auf das eigentliche Heer. Ausdrücklich nicht berücksichtigt sind die Heeresuniformträger in anderen Teilstreitkräften und anderen militärischen Organisationsbereichen. Da die Gliederung des Heeres einer steten Veränderung unterworfen war und die Liste eine truppendienstliche Gliederung anstrebt, können Verbände, die noch oder davor existierten, sowie deren Unterstellungsverhältnisse per definitionem nicht Gegenstand der Betrachtung sein. Gleiches gilt folglich für frühere oder spätere Unterstellungsverhältnisse. Wo möglich sind besondere Zuordnungsverhältnisse abweichend von der truppendienstlichen Unterstellung ergänzt. Zu beachten ist also, dass die Liste nicht alle jemals aufgestellten Verbände des Heeres enthalten kann. In der Regel werden keine Einheiten kleiner als selbstständige Bataillone und selbstständige Kompanien aufgeführt. Die angegebenen Garnisonsorte beziehen sich in der Regel auf den Standort der Stab- und Stabskompanie. Davon abweichend können nicht aufgeführte unterstellte Truppenteile an anderen Orten stationiert sein. Der angegebene Ort für nichtaktive Verbände ist uneinheitlich als Ort der Mobilmachung, des Kaders, des aktiven Anteils teilaktiver Verbände, des Mobilisierungsfeldwebels oder des (Geräte)depots des eingelagerten Geräts zu verstehen.
Kursiv aufgeführte Verbände waren zum Betrachtungszeitpunkt nicht aktive, darunter vor allem Ergänzungstruppenteile ohne Gerät, oder teilaktive Verbände, darunter Truppenteile in Auflösung, Umgliederung oder Aufstellung. Der Couleurtruppenteil bezeichnet den Verband, an den der Ergänzungstruppenteil angelehnt ist, d. h. der beispielsweise den übenden Reservisten Großgerät aus eigenem Bestand zeitlich begrenzt abtritt. Klein und vor der Bezeichnung des Truppenteils sind die internen Verbandsabzeichen abgebildet. Am rechten Rand, größer, sind die Verbandsabzeichen (Ärmelabzeichen für Dienstanzug) abgebildet, die für alle unterstellten Truppenteile gilt, solange die unterstellten Verbände nicht wiederum eigene Verbandsabzeichen haben.

## Kommando Heer

Verbandsabzeichen Kommando Heer

Das Heer wird geführt durch den Inspekteur des Heeres. Oberste Dienststelle ist das Kommando Heer. Dieses führt alle Divisionen und die deutschen Anteile der multinationalen Verbände sowie das Amt für Heeresentwicklung und das Ausbildungskommando. Eine feste Assignierung der Verbände in eine NATO-Kommandostruktur ist nicht vorgesehen und wird daher nicht weiter dargestellt.
- Kommando Heer, Strausberg
  -  Zentrales Langzeitlager Pirmasens

### Division Schnelle Kräfte

Verbandsabzeichen Division Schnelle Kräfte

Die Division Schnelle Kräfte gliedert sich in:
- Stabs-/Fernmeldekompanie (St/FmKp) Division Schnelle Kräfte, Stadtallendorf

#### Divisionstruppen Division Schnelle Kräfte
- SAR-Leitstelle (Land) Rescue Coordination Center (RCC), Münster
- Stabs- und Führungsunterstützungskompanie Special Operations Component Command (SOCC), Hardheim
- Fernspähkompanie 1, Schwarzenborn

#### Kommando Hubschrauber
- Kommando Hubschrauber in Bückeburg
  -  Transporthubschrauberregiment 10, Heeresflugplatz Faßberg (Beiname: „Lüneburger Heide“)
  -  Transporthubschrauberregiment 30, Heeresflugplatz Niederstetten
  -  Kampfhubschrauberregiment 36, Heeresflugplatz Fritzlar (Beiname: „Kurhessen“)
  -  Internationales Hubschrauberausbildungszentrum, Bückeburg
    - Deutsche Anteile Ausbildungszentrum TIGER in Frankreich
    - Deutsch-Französische Ausbildungseinrichtung TIGER in Fassberg

  -  Systemzentrum Drehflügler Heer, Donauwörth

#### Kommando Spezialkräfte

Verbandsabzeichen Kommando Spezialkräfte

Hinweis: Das Kommando Spezialkräfte ist ein Verband auf Brigadebene und nicht in selbstständige Truppenteile untergliedert.
Das Kommando Spezialkräfte in Calw gliedert sich in:
- Stab Kommando Spezialkräfte (KSK)
  -  Psychologischer Dienst
  -  Sprachendienst
- Kommandokräfte
  -  1. Kommandokompanie
  -  2. Kommandokompanie (aufgelöst)[1]
  -  3. Kommandokompanie
  -  4. Kommandokompanie
  -  Spezialkommandokompanie
  -  Spezialaufklärungskompanie
- Unterstützungskräfte
  -  Versorgungskompanie
  -  Fernmeldekompanie
  -  Unterstützungskompanie
    -  Nachschub-/Umschlagszug
    -  Instandsetzungszug
    -  Fallschirmgeräte- und Luftumschlagszug

  -  Sanitätszentrum
- Bereich Weiterentwicklung

#### Luftlandebrigade 1

Verbandsabzeichen der LLBrig 1

- Stabs- und Fernmeldekompanie Luftlandebrigade 1,[2] Saarlouis
- Fallschirmjägerregiment 26, Zweibrücken
- Fallschirmjägerregiment 31, Seedorf
- Luftlandeaufklärungskompanie 260, Zweibrücken
- Luftlandeaufklärungskompanie 310, Seedorf
- Luftlandepionierkompanie 260, Saarlouis
- Luftlandepionierkompanie 270, Seedorf

#### Gebirgsjägerbrigade 23

Verbandsabzeichen Gebirgsjägerbrigade 23

Hinweis: Die Gebirgsjägerbrigade 23 führt den Beinamen „Bayern“
- Stabs-/ Fernmeldekompanie Gebirgsjägerbrigade 23, Bad Reichenhall
- Gebirgsjägerbataillon 231, Bad Reichenhall
- Gebirgsjägerbataillon 232, Bischofswiesen-Strub
- Gebirgsjägerbataillon 233, Mittenwald
- Gebirgsaufklärungskompanie 23, Füssen
- Gebirgspionierkompanie 23, Ingolstadt
- Gebirgsversorgungskompanie 23, Bad Reichenhall (Teile in Mittenwald)
- Einsatz- und Ausbildungszentrum für Tragtierwesen 230, Bad Reichenhall

#### 11 Luchtmobiele Brigade
Für Ausbildung und Übung ist der DSK die niederländische 11 Luchtmobiele Brigade (11. Luftbewegliche Brigade) aus Arnheim unterstellt. ( Niederländisches Heer)
- Stabskompanie, 11 Luchtmobiele Brigade, Arnheim
- 11. Infanteriebataillon, Garde Grenadiers en Jagers, Arnheim
- 12. Infanteriebataillon, Regiment Van Heutsz, Arnheim
- 13. Infanteriebataillon, Regiment Stoottroepen Prins Bernhard, Assen
- 11. Luftlandepionierkompanie, Arnheim
- 11. Versorgungskompanie, Arnheim
- 11. Instandsetzungskompanie, Arnheim
- 11. Sanitätskompanie, Assen
- 20. Reservistenbataillon, Den Haag, Bergen, Amsterdam, Amersfoort

### 1. Panzerdivision

Verbandsabzeichen 1. Panzerdivision

Die 1. Panzerdivision gliedert sich wie folgt:
- Stabs-/ Fernmeldekompanie 1. Panzerdivision, Oldenburg

#### Divisionstruppen1. Panzerdivision
Anmerkung: Die Divisionstruppen werden kommandiert durch den stellvertretenden Divisionskommandeur und Kommandeur Divisionstruppen der 1. Panzerdivision.
- Unterstützungsbataillon Einsatz 1, Oldenburg (nicht aktiv), Ergänzungstruppenteil
- Fernmeldebataillon 610, Prenzlau (truppendienstliche Unterstellung, für Ausbildung und Einsatz zu Command Support Brigade des Multinationalen Korps Nordost)
- Artillerielehrbataillon 325, Munster
- schweres Pionierbataillon 901, Havelberg (Couleur: Panzerpionierbataillon 803. Nicht aktiv. Kein eigenes Großgerät vorhanden bzw. langzeitlagernd.)

#### Panzerlehrbrigade 9

Verbandsabzeichen Panzerlehrbrigade 9

- Stabs-/Fernmeldekompanie Panzerlehrbrigade 9, Munster
- Panzergrenadierbataillon 33, Neustadt am Rübenberge
- Panzergrenadierlehrbataillon 92, Munster
- Panzerlehrbataillon 93, Munster
- Panzerbataillon 203, Augustdorf
- Aufklärungslehrbataillon 3, Lüneburg (Beiname: „Lüneburg“)
- Deutsch/Britisches Pionierbrückenbataillon 130, Minden
- Versorgungsbataillon 141, Neustadt am Rübenberge

#### Panzerbrigade 21

Verbandsabzeichen Panzerbrigade 21

Hinweis: Die Panzerbrigade 21 führt den Beinamen „Lipperland“
- Stabs-/Fernmeldekompanie Panzerbrigade 21, Augustdorf
- Jägerbataillon 1, Schwarzenborn
- Jägerbataillon 91 Rotenburg (Wümme)
- Jägerbataillon 413, Torgelow
- Aufklärungsbataillon 7, Ahlen
- Panzerpionierbataillon 1, Holzminden
- Versorgungsbataillon 7, Unna
- Jägerbataillon 921, Schwarzenborn (Couleur: Jägerbataillon 1. Nicht aktiv.)

#### Panzergrenadierbrigade 41

Verbandsabzeichen Panzergrenadierbrigade 41

Hinweis: Die Panzergrenadierbrigade 41 führt den Beinamen „Vorpommern“
- Stabs-/ Fernmeldekompanie Panzergrenadierbrigade 41, Neubrandenburg
- Panzergrenadierbataillon 411, Viereck
- Panzergrenadierbataillon 401, Hagenow
- Aufklärungsbataillon 6, Eutin
- Panzerpionierbataillon 803, Havelberg
- Versorgungsbataillon 142, Hagenow
- Panzergrenadierbataillon 908, Viereck (Couleur: Panzergrenadierbataillon 411. Nicht aktiv. Kein eigenes Großgerät vorhanden bzw. langzeitlagernd.)

#### 43 Gemechaniseerde Brigade

Verbandsabzeichen 43. mechanisierte Brigade

Für Ausbildung und Übung ist der 1. Panzerdivision die niederländische 43 Gemechaniseerde Brigade (43. mechanisierte Brigade) aus Havelte unterstellt. ( Niederländisches Heer)
- Stabskompanie 43. mechanisierte Brigade, Havelte
- 44. Mechanisierte Infanterie Bataillon "Johan Willem Friso", Havelte
- 45. Mechanisierte Infanterie Bataillon "Oranje Gelderland", Havelte
- Panzerbataillon 414, Bergen (Landkreis Celle) ( Deutschland / Niederlande)
- 43. Aufklärungskompanie "Huzaren van Boreel", Havelte
- 11. Panzerpionierbataillon, Wezep
- 43. Sanitätskompanie, Havelte
- 43. Instandhaltungkompanie, Havelte
- 10. Reservistenbataillon, Assen

### 10. Panzerdivision

Verbandsabzeichen 10. Panzerdivision

Hinweis: die „neue“ 10. Panzerdivision wurde Ende 2014 aus der Division Süd neu aufgestellt.
- Stabs-/Fernmeldekompanie, Veitshöchheim

#### Divisionstruppen 10. Panzerdivision
- Aufklärungsbataillon 10, Füssen
- Artillerielehrbataillon 345, Idar-Oberstein
- Fernmeldebataillon 10, Veitshöchheim
- Pionierbataillon 905, Ingolstadt (Couleur: Gebirgspionierbataillon 8. Nicht aktiv. Kein eigenes Großgerät vorhanden bzw. langzeitlagernd.)
- Panzerpionierbataillon 4, Bogen
- Unterstützungsbataillon Einsatz 10, Veitshöchheim (nicht aktiv)
- Versorgungsbataillon 8, Füssen (Teile in Mittenwald und Sonthofen)

#### Panzerbrigade 12

Verbandsabzeichen Panzerbrigade 12

Hinweis: Die Panzerbrigade 12 führt den Beinamen „Oberpfalz“
- Stabs- und Unterstützungskompanie Panzerbrigade 12, Cham[5]
- Fernmeldekompanie Panzerbrigade 12, Cham[6]
- Panzerbataillon 104, Pfreimd, Weiden
- Panzerbataillon 363, Hardheim[7]
- Panzergrenadierbataillon 112, Regen
- Panzergrenadierbataillon 122, Oberviechtach
- Artilleriebataillon 131, Weiden in der Oberpfalz
- Aufklärungsbataillon 8, Freyung
- Panzerpionierbataillon 8, Ingolstadt
- Versorgungsbataillon 4[8], Roding, Pfreimd
- Gebirgspanzerbataillon 8 (teilaktiv), Pfreimd

#### Panzergrenadierbrigade 37

Verbandsabzeichen Panzergrenadierbrigade 37

Hinweis: Die Panzergrenadierbrigade 37 führt den Beinamen „Freistaat Sachsen“
- Stabs- und Unterstützungskompanie Panzergrenadierbrigade 37, Frankenberg/Sa.
- Fernmeldekompanie Panzergrenadierbrigade 37, Frankenberg/Sa.
- Panzerbataillon 393,[9] Bad Frankenhausen
- Panzergrenadierbataillon 212, Augustdorf
- Panzergrenadierbataillon 371, Marienberg
- Panzergrenadierbataillon 391, Bad Salzungen
- Aufklärungsbataillon 13, Gotha
- Panzerartilleriebataillon 375,  Weiden in der Oberpfalz, (in Aufstellung)
- Panzerpionierbataillon 701, Gera
- Versorgungsbataillon 131,[10] Bad Frankenhausen
- Panzergrenadierbataillon 909, Marienberg (Couleur: Panzergrenadierbataillon 371, nicht aktiv, kein eigenes Großgerät vorhanden bzw. langzeitlagernd.)

#### Panzerbrigade 45

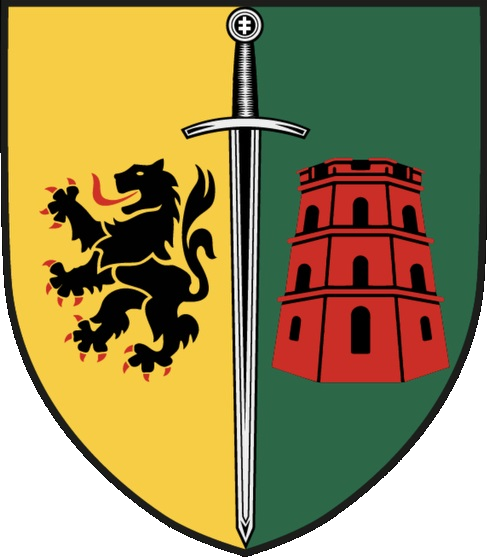
Verbandsabzeichen Panzerbrigade 45

Die Panzerbrigade 45 wurde am 1. April 2025 in Litauen formal in Dienst gestellt, als erster Großverband des Heeres im Ausland stationiert ist. Sie soll bis Ende 2027 einsatzbereit sein. Bis dahin sollen ihr unter anderem das Panzerbataillon 203 aus Augustdorf (untersteht noch der Panzerlehrbrigade 9) und das Panzergrenadierbataillon 122 aus Oberviechtach (untersteht noch der Panzerbrigade 12) unterstellt werden. Außerdem soll ihr das noch aufzustellende Panzerartilleriebataillon 455 unterstellt werden.

#### Deutsch-Französische Brigade

Verbandsabzeichen Deutsch-Französische Brigade

Hinweis: Aufgeführt sind nur Truppenteile mit deutschem Anteil. Die übrigen Truppenteile werden durch das französische Heer gestellt.
- Stab Deutsch-Französische Brigade, Müllheim (deutscher Anteil)
  -  Jägerbataillon 291, Illkirch-Graffenstaden (FR)
  -  Jägerbataillon 292, Donaueschingen
  -  Artilleriebataillon 295, Stetten a. k. M.
  -  Panzerpionierkompanie 550, Stetten a. k. M.
  -  Versorgungsbataillon Deutsch-Französische Brigade, Müllheim (deutscher Anteil)

#### 13 Lichte Brigade
Für Ausbildung und Übung ist der 10. Panzerdivision die niederländische 13 Lichte Brigade (13. Leichte Brigade) aus Oirschot unterstellt. ( Niederländisches Heer)
- Stabskompanie, 11 Lichte Brigade, Oirschot
- 17. Panzergrenadierbataillon (Garderegiment "Fuseliers Prinses Irene"), Oirschot
- 42. Panzergrenadierbataillon ("Limburgse Jagers"), Oirschot
- 30. Reservistenbataillon, ("30. Natresbataljon"), Vlissingen (Reserve)
- 41. Panzerpionierbataillon, in Oirschot
- 42. Brigadeaufklärungskompanie (42. Brigadeverkenningseskadron "Huzaren van Boreel"), Oirschot
- 13. Sanitätskompanie (13. Geneeskundige Compagnie), Oirschot
- 13. Instandsetzungskompanie (13. Herstelcompagnie), Oirschot

### Heimatschutzdivision

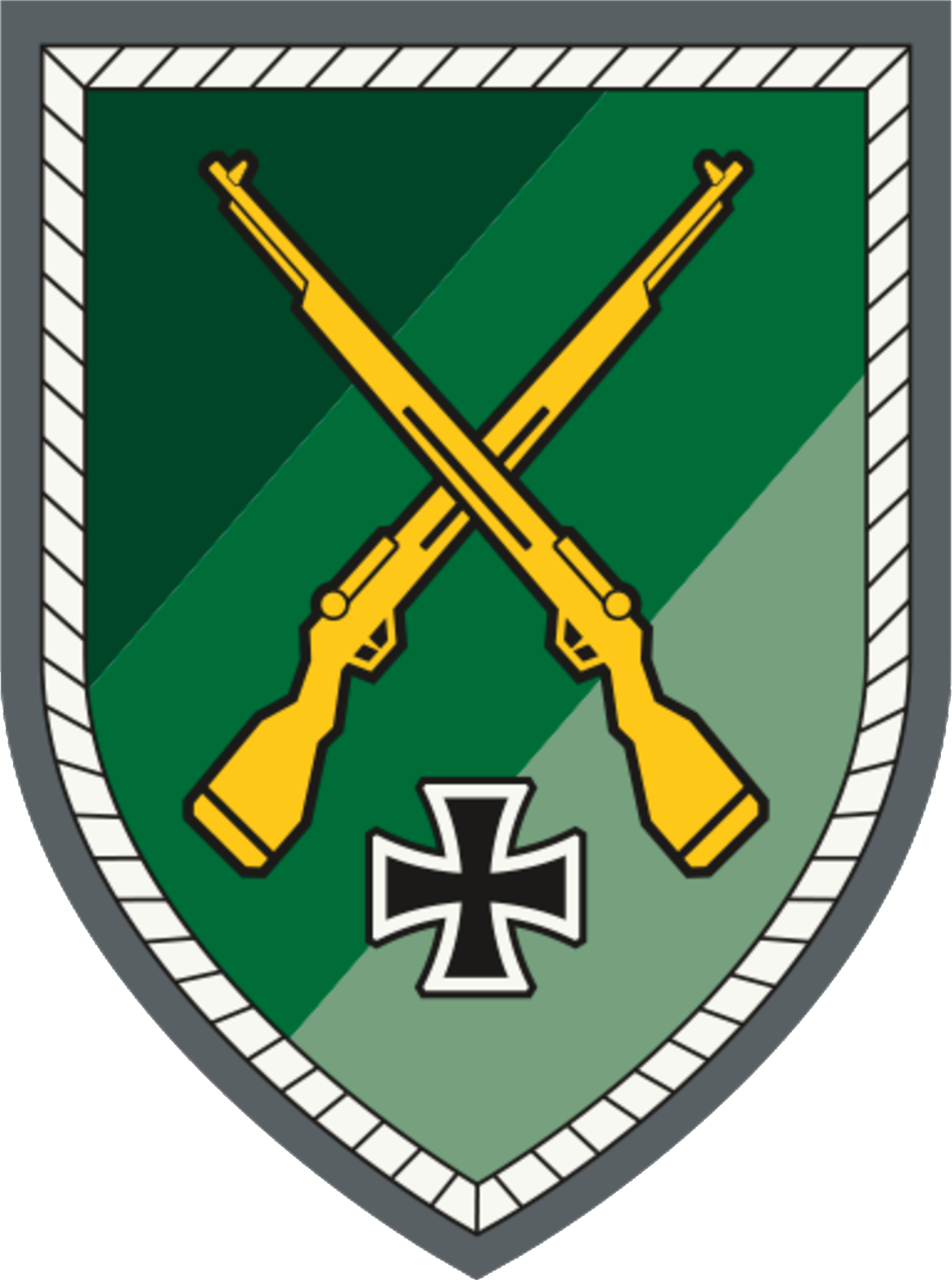
Verbandsabzeichen Heimatschutzdivision

Am 1. April 2025 wurde mit der Heimatschutzdivision eine vierte Division im Heer aufgestellt. Sie bündelt die Kräfte des Heimatschutzes, ist teilaktiv und größtenteils mit Reservisten besetzt.
- Stab Heimatschutzdivision, Berlin

- Heimatschutzregiment 1, Roth
- Heimatschutzregiment 2, Münster
- Heimatschutzregiment 3, Nienburg/Weser
- Heimatschutzregiment 4, Alt Duvenstedt
- Heimatschutzregiment 5, Ohrdruf
- Heimatschutzregiment 6, Altengrabow (Aufstellung für Oktober 2025 geplant)

### Eurokorps

Verbandsabzeichen

Hinweis: Aufgeführt sind nur fest assignierte Truppenteile mit deutschem Anteil (außer der Deutsch-Französischen Brigade). Truppendienstlich unterstehen die deutschen Anteile der Deutsch-Französischen Brigade dem Kommando Heer. Für Ausbildung, Übung und Einsatz ist die Brigade dem Eurokorps ständig unterstellt. Die übrigen Truppenteile werden größtenteils durch das französische Heer gestellt.
- Stab Eurokorps, Straßburg (FR) (deutscher Anteil)
  -  Multinationale Führungsunterstützungsbrigade (engl.: Staff Multinational Command Support Brigade) (teilaktiv) (deutscher Anteil), Straßburg

### I. Deutsch-Niederländisches Korps

Verbandsabzeichen 1. D-NL Korps

Hinweis: Aufgeführt sind nur fest assignierte Truppenteile mit deutschem Anteil. Die übrigen Truppenteile werden größtenteils durch das niederländische Heer gestellt. Im Einsatz werden dem Korps weitere Großverbände unterstellt.
- Stab I. Deutsch-Niederländisches Korps (deutscher Anteil), Münster
  -  Stabs- und Unterstützungsbataillon I. Deutsch-Niederländisches Corps (deutscher Anteil), Münster
  -  / Fernmeldebataillon I. Deutsch-Niederländisches Corps (deutscher Anteil), Eibergen (NL)

### Multinationales Korps Nordost

Verbandsabzeichen Multinationales Korps Nordost

Hinweis: Aufgeführt sind nur fest assignierte Truppenteile mit deutschem Anteil. Die übrigen Truppenteile werden größtenteils durch das polnische und dänische Heer gestellt. Im Einsatz werden weitere Großverbände unterstellt
- Stab Multinationales Korps Nordost, Stettin (PL) (deutscher Anteil)
  - Führungsunterstützungsbrigade Multinationales Korps Nordost (engl.: Command Support Brigade)
    -  Stab Führungsunterstützungsbrigade (deutscher Anteil)
    -  Fernmeldebataillon 610, Prenzlau (truppendienstliche Unterstellung unter 1. Panzerdivision, für Ausbildung und Einsatz Command Support Brigade unterstellt)

### Amt für Heeresentwicklung

Verbandsabzeichen Amt für Heeresentwicklung

- Amt für Heeresentwicklung, Köln

### Ausbildungskommando

Verbandsabzeichen Ausbildungskommando

- Ausbildungskommando, Leipzig

#### Ausbildungseinrichtungen des Heeres
Abweichend von der sonstigen Darstellung sind die abgebildeten Abzeichen nach dem Schema „gekreuzte Schwerter und S in rotem Schild“ die Verbandsabzeichen der Schule. Zugeordnete/unterstellte Truppenteile (Stäbe, Lehrgruppen, Unterstützungsgruppen etc.) weisen unter Umständen auch interne Verbandsabzeichen auf.
Es bestehen folgende Ausbildungseinrichtungen:

##### Schulen und Ausbildungszentren
- Offizierschule des Heeres, Dresden
  -  Taktikzentrum des Heeres, Dresden
- Unteroffizierschule des Heeres, Delitzsch, Münster
- Infanterieschule, Hammelburg
  -  Gebirgs- und Winterkampfschule, Mittenwald
  -  Luftlande- und Lufttransportschule, Altenstadt
  -  Ausbildungsstützpunkt Spezialkräfte Heer, Calw
- Panzertruppenschule, Munster
  -  Heeresaufklärungsschule, Munster
  -  Schule gepanzerte Kampftruppen, Munster
  -  Artillerieschule (STF/IndirF), Idar-Oberstein
- Pionierschule, Ingolstadt
  -  Kampfmittelabwehrschule, Stetten am kalten Markt
- Technische Schule des Heeres, Aachen
- Ausbildungszentrum Spezielle Operationen, Pfullendorf
- Ausbildungs- und Übungszentrum Luftbeweglichkeit, Celle
- Gefechtssimulationszentrum Heer, Wildflecken
- Gefechtsübungszentrum Heer, Letzlingen
- Vereinte Nationen Ausbildungszentrum Bundeswehr, Hammelburg und Wildflecken